# Platycypha amboniensis
Platycypha amboniensis är en trollsländeart som först beskrevs av Martin 1915.  Platycypha amboniensis ingår i släktet Platycypha och familjen Chlorocyphidae. IUCN kategoriserar arten globalt som akut hotad. Inga underarter finns listade i Catalogue of Life.